# Irene Epple
Irene Epple-Waigel, nemška alpska smučarka, * 18. junij 1957, Seeg, Nemčija.
Trikrat je nastopila na olimpijskih igrah in leta 1980 osvojila naslov olimpijske podprvakinje v veleslalomu, tekma je štela tudi za svetovno prvenstvo, na katerih je osvojila še srebrno medaljo v smuku leta 1978. V svetovnem pokalu je tekmovala trinajst sezon med letoma 1973 in 1985 ter dosegla enajst zmag in še 33 uvrstitev na stopničke. Najboljšo uvrstitev v skupnem seštevku svetovnega pokala je dosegla z drugim mestom leta 1982, ko je tudi osvojila veleslalomski in kombinacijski mali kristalni globus, leta 1984 je bila druga v smukaškem seštevku.
Tudi njena sestra Maria Epple je bila alpska smučarka.